# Max Kuhlemann
Max Kuhlemann (geboren 12. Oktober 1857 in Hannover; gestorben 13. Februar 1929 in München) war ein deutscher Chemiker, Fabrikant, Aufsichtsratsvorsitzender und Kommerzienrat.

## Leben

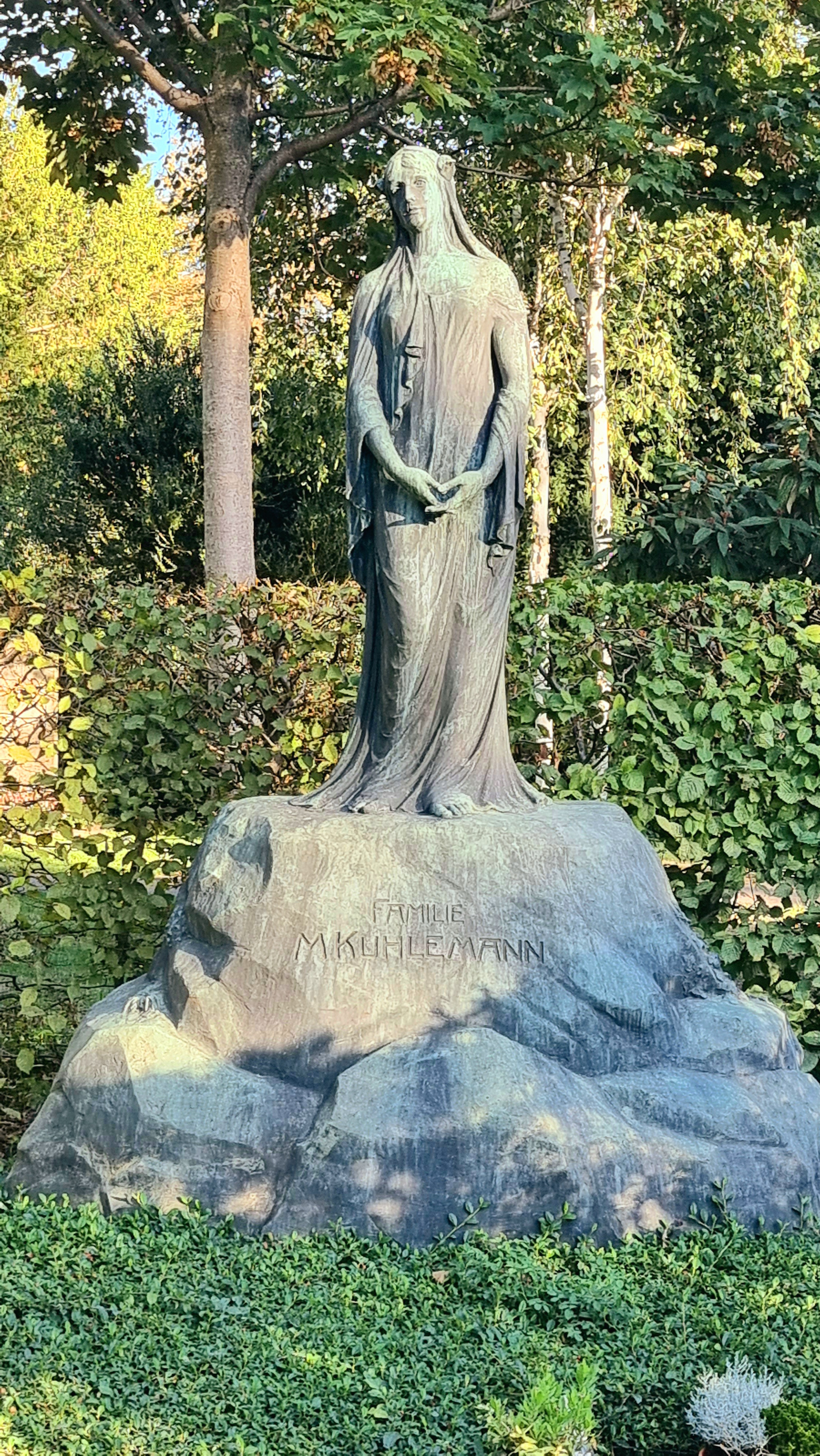
1929 auf dem Stadtfriedhof Engesohde aufgestelltes Familiengrab

Geboren zur Zeit der Industrialisierung in der Residenzstadt des seinerzeitigen Königreichs Hannover, erhielt Max Kuhlemann seine erste Ausbildung an der hannoverschen Realschule sowie in Hildesheim an der dortigen Gewerbeschule. Seine theoretischen und praktischen Kenntnisse der Chemie erweiterte er zunächst während seiner Arbeit im Geschäft seines Vaters, dann in der Hannoverschen Portland-Cementfabrik in Misburg.
Nachdem Max Kuhlemann einige Jahre als praktischer Chemiker in England tätig gewesen war, trat er 1884 als Mitglied des Vorstandes der Hannoverschen Portland-Cementfabrik AG ein.
Nicht erst nach der Geburt seines Sohnes, des späteren Ingenieurs und Verbandspolitikers Christian Kuhlemann, im Jahr 1891 hatte der Zementfabrik-Direktor großen Anteil an der Entwicklung der Gemeinde Misburg, als dessen Förderer er galt. So initiierte er beispielsweise 1898 den Gemeinnützigen Bauverein Misburg und wurde bereits im Jahr 1900 nicht nur mit einem Straßennamen geehrt.
Kuhlemann war führend beteiligt an der 1912 gegründeten Misburger Hafengesellschaft, die er bis in sein Todesjahr hinein als Geschäftsführer leitete, in dieser Position dann gefolgt von seinem Sohn Christian.
Max Kuhlemann war Mitglied im Verein Deutscher Portland-Cement-Fabrikanten, zu dessen Schatzmeister er 1917 gewählt wurde. Zudem saß er im Aufsichtsrat verschiedener Unternehmungen der Industrie und war Mitglied der Industrie- und Handelskammer Hannover.
Kuhlemann starb 1929 in München.

## Ehrungen
Noch zu Lebzeiten des Wirtschaftsführers wurde die im Jahr 1900 im – heute hannoverschen – Stadtteil Misburg-Süd angelegte Max-Kuhlemann-Straße sowie der im selben Jahr angelegte Max-Kuhlemann-Platz nach dem Kommerzienrat benannt.